# Rychlá zdravotnická pomoc

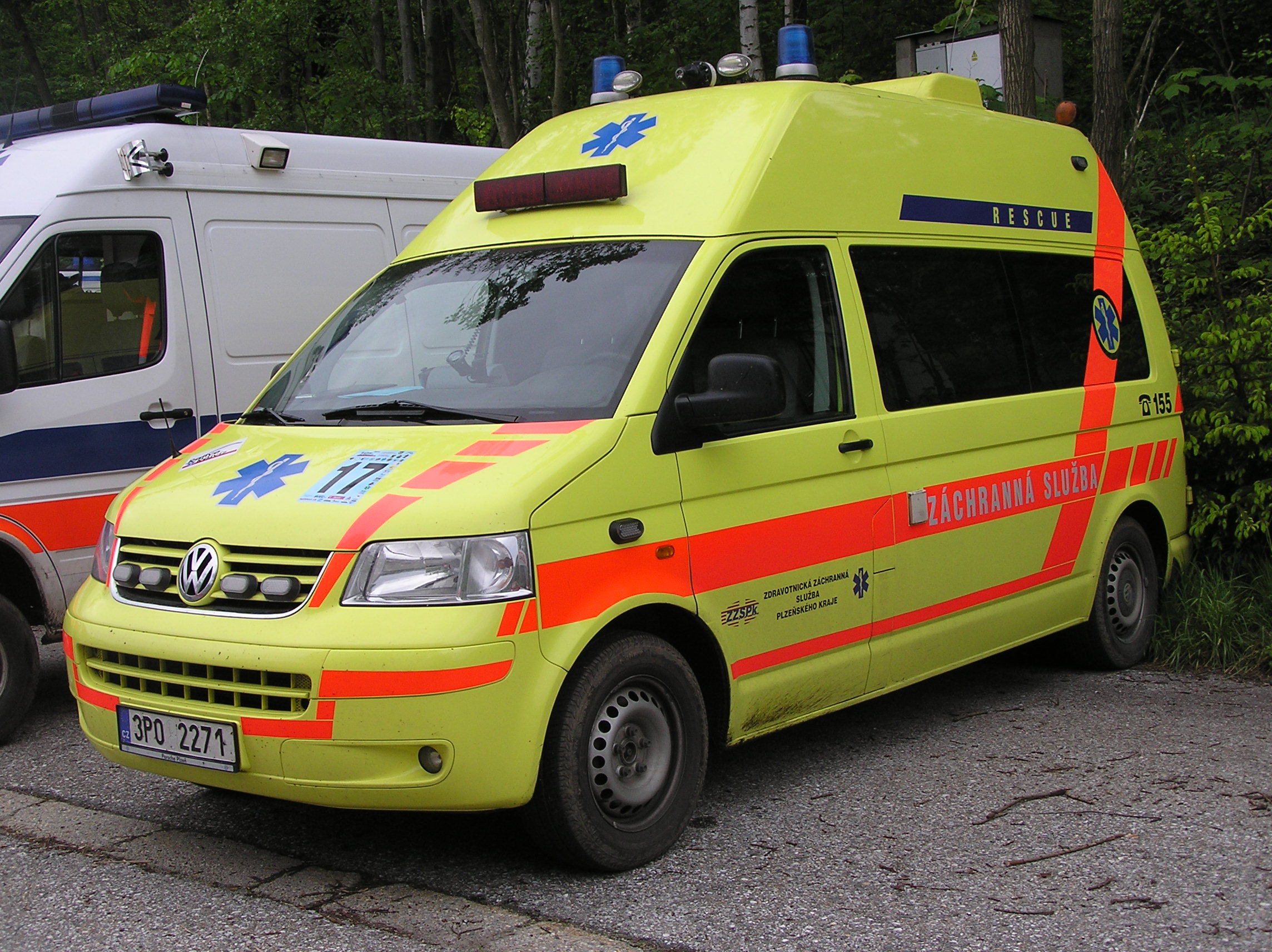
Sanitní vozidlo Zdravotnické záchranné služby Plzeňského kraje určené pro výjezdové skupiny RZP/RLP

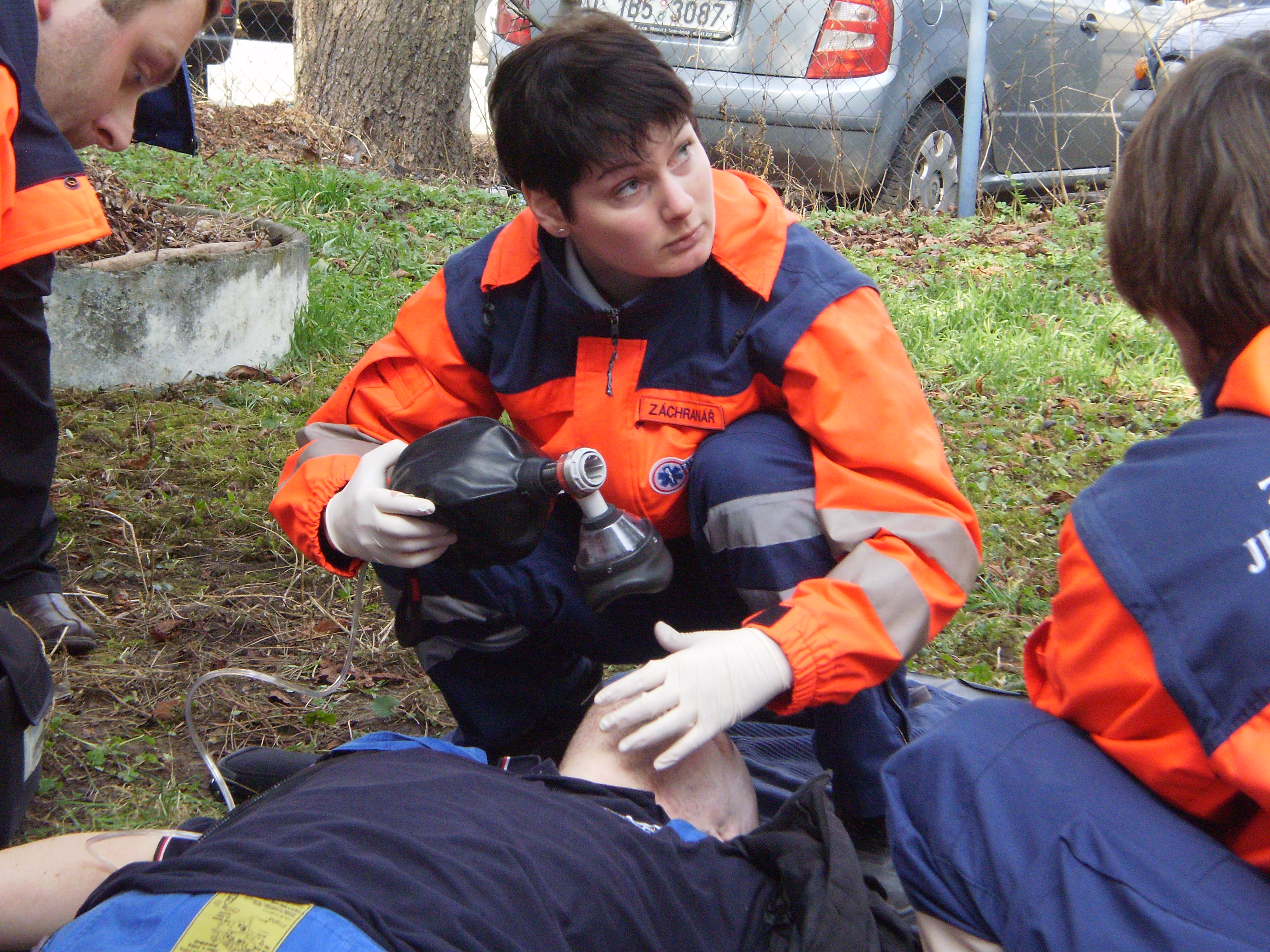
Záchranářka Zdravotnické záchranné služby Jihomoravského kraje

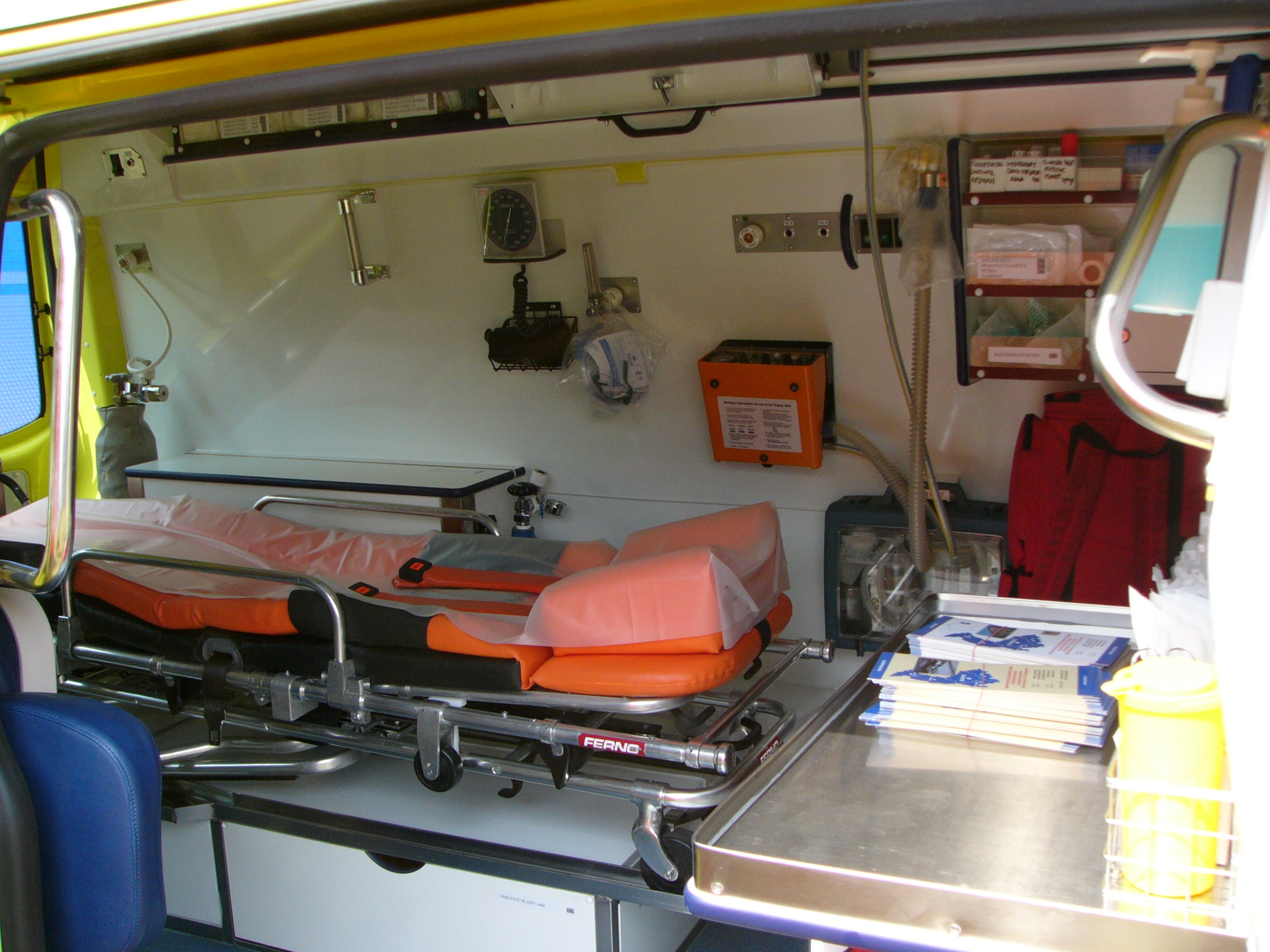
Vnitřní zástavba sanitního vozidla pro výjezdové skupiny RZP/RLP

Rychlá zdravotnická pomoc (RZP) je typ výjezdové skupiny zdravotnické záchranné služby. Skupina pracuje ve dvoučlenném složení, a to řidič-záchranář a zdravotnický záchranář. Součástí skupiny RZP není lékař. 

## Historie
V Česku začaly výjezdové skupiny RZP vznikat až po roce 1993, ale historii rychlé zdravotnické pomoci lze datovat až do období krátce po vzniku Československa. Důležitou roli v poskytování záchranné služby hrál Československý červený kříž, který od roku 1925 budoval záchranné stanice. Od roku 1974 začal v Československé socialistické republice vznikat systém záchranné služby. Na provozu záchranné služby se podíleli především lékaři z anesteziologicko-resuscitačních oddělení nemocnic. Nelékařské posádky prakticky až do roku 1993 neexistovaly, i když na některých místech již byly do poskytování odborné přednemocniční neodkladné péče začleněny. Byla to především Praha, kde posádky bez lékaře vyjížděly už od roku 1987 se zavedením systému Rendez-Vous. Počátkem devadesátých let byly schopny skupiny RZP pomáhat pouze v 10 % případů. Takto nízký podíl na poskytování odborné přednemocniční neodkladné péče byl dán především malým počtem indikací, ke kterým mohly skupiny RZP vyjíždět. V roce 1992 vydalo Ministerstvo zdravotnictví České republiky vyhlášku 434/1992 Sb. o zdravotnické záchranné službě, která definovala jak výjezdové skupiny rychlé lékařské pomoci, tak výjezdové skupiny rychlé zdravotnické pomoci. Přibližně tou dobou začaly také vznikat studijní obory diplomovaný zdravotnický záchranář a bakalářské studijní programy zdravotnický záchranář.

## Současnost
V roce 2012 se v celorepublikovém průměru podílely posádky RZP na 65 % všech výjezdů zdravotnické záchranné služby. V některých místech Česka, například v Praze nebo v Libereckém kraji, byl tento podíl až 80%. Od dubna 2012 je zajištění odborné přednemocniční neodkladné péče posádkami RZP upraveno zákonem 374/2011 Sb. o zdravotnické záchranné službě. Posádka RZP je složena pouze ze zdravotnických pracovníků nelékařského zdravotnického povolání. V Česku vyjíždějí skupiny RZP ve složení řidič-záchranář a zdravotnický záchranář (střední zdravotnický pracovník, SZP). Střední zdravotničtí pracovníci bývají někdy označování také jako paramedici. Takové označení není v Česku zcela přesné; SZP nemá v Česku tak rozsáhlé pravomoce v poskytování odborné přednemocniční neodkladné péče jako paramedici v Kanadě či USA. Výjezdové skupiny RZP používají k výjezdům standardní sanitní vozidla třídy B nebo C, která jsou totožná s vozidly používanými skupinami rychlé lékařské pomoci. Prudkému rozvoji a využití skupin rychlé zdravotnické pomoci od roku 1993 napomohla především několikerá transformace zdravotnické záchranné služby a stále snižující se zájem lékařů o práci ve zdravotnické záchranné službě.